# Staffan Strand
Staffan Bo Strand (né le 18 avril 1976 à Upplands Väsby) est un athlète suédois, spécialiste du saut en hauteur.

## Biographie
Son meilleur saut est de 2,34 m réalisé en 2002 lors des championnats d'Europe en salle de Vienne où il finit le concours devant le Russe Yaroslav Rybakov (2,30 m) et Stefan Holm (2,30 m également). Il réalise 2,32 m à Nice en 2000 et égale cette hauteur à Sydney lors des Jeux olympiques la même année. Il obtint une médaille de bronze aux Championnats du monde en salle de 2001 à Lisbonne derrière Holm et Andriy Sokolovsky.

## Palmarès
| Date | Compétition                    | Lieu       | Résultat | Marque |
| ---- | ------------------------------ | ---------- | -------- | ------ |
| 1996 | Championnats d'Europe en salle | Stockholm  | 9e       | 2,20 m |
| 1997 | Championnats d'Europe espoirs  | Turku      | 1er      | 2,28 m |
| 1998 | Championnats d'Europe          | Budapest   | 8e       | 2,27 m |
| 1999 | Championnats du monde en salle | Maebashi   | 5e       | 2,25 m |
| 1999 | Championnats du monde          | Séville    | 5e       | 2,29 m |
| 2000 | Jeux olympiques                | Sydney     | 6e       | 2,32 m |
| 2001 | Championnats du monde en salle | Lisbonne   | 3e       | 2,29 m |
| 2001 | Championnats du monde          | Edmonton   | 6e       | 2,25 m |
| 2002 | Championnats d'Europe en salle | Vienne     | 1er      | 2,34 m |
| 2002 | Championnats d'Europe          | Munich     | 3e       | 2,27 m |
| 2003 | Championnats du monde en salle | Birmingham | 7e       | 2,25 m |
| 2004 | Jeux olympiques                | Athènes    | qual.    | 2,25 m |

### Progression
| Année | Hauteur atteinte                          |
| ----- | ----------------------------------------- |
| 1984  | 1.10m                                     |
| 1985  | 1.25m (1.26m i)                           |
| 1986  | 1.33m (1.35m i)                           |
| 1987  | 1.40m (1.45m i)                           |
| 1988  | 1.52m (1.60m i)                           |
| 1989  | 1.63m (1.65m i)                           |
| 1990  | 1.71m                                     |
| 1991  | 1.71m                                     |
| 1992  | 1.80m                                     |
| 1993  | 1.88m (1.91m i)                           |
| 1994  | 2.11m                                     |
| 1995  | 2.22m                                     |
| 1996  | 2.27m                                     |
| 1997  | 2.28m                                     |
| 1998  | 2.31m                                     |
| 1999  | 2.30m                                     |
| 2000  | 2.32m                                     |
| 2001  | 2.31m (2.34m i)                           |
| 2002  | 2.30m (2.35m i)                           |
| 2003  | 2.26m (2.32m i)                           |
| 2004  | 2.30m                                     |
| 2005  | Blessé (fracture de stress à la cheville) |
| 2006  | 2.25m                                     |
| 2007  | 2.15m                                     |